# 笮融
笮 融（さく ゆう、? - 197年）は、中国後漢時代末期の武将。揚州丹陽郡の人。

## 正史の事跡

### 仏教の振興と広陵の略奪
はじめ徐州の陶謙に仕え、広陵や彭城で兵糧輸送などの監督官を務めていた。しかし、やがて兵糧などの物資を奪って自立するようになる。この頃の笮融は、領内に壮麗な楼閣を備え、3,000人もの人々を収容できるような伽藍を建立した。また、毎年の仏誕節である4月8日には、盛大な法会を執り行ない、寺に至る者は5,000人に達したとされる。後の中国大陸における仏教が広まる基礎を作り出した布教者であり、中国の仏教にとっては功労者であると言える一面もある。
興平元年（194年）に、陶謙が曹操に攻められて徐州が混乱すると、下邳国の相となっていた笮融は、彭城国の相であった薛礼と共に、揚州刺史の劉繇を盟主として仰ぐようになった。また、ほぼ時を同じくして、混乱を避けるために広陵太守の趙昱を頼った。趙昱が笮融を賓客として持て成したが、笮融は広陵が豊かな土地であると見ると、趙昱を謀殺して、広陵で略奪の限りを尽くしている。

### 孫策との戦い、裏切りの果ての最期
その後、笮融は薛礼が守る秣陵城（後の呉の都、建業）の南に駐屯した。劉繇が孫策に攻められると、笮融は薛礼と共に劉繇を支援して戦い、一進一退の攻防の中で、孫策に矢傷を負わせている。しかし笮融が、孫策が死んだとの偽情報を信じて策にはまり大敗すると、劉繇陣営全体も敗北を喫した。
笮融は劉繇に従って逃亡し、彭沢に駐屯した。笮融は劉繇の命令を受けて、諸葛玄と豫章太守の座を争っていた朱皓を救援し、建安2年（197年）正月に諸葛玄を戦死させた。ところが笮融は自立の野心を抱き、朱皓や盟友の薛礼までをも殺し、豫章の支配権を奪い取った。その後、攻め込んできた劉繇と激戦を繰り広げたが、ついに敗北して逃走し、最後は付近の住民に捕らえられ殺されてしまった。

## 物語中の笮融
小説『三国志演義』では、笮融は劉繇の部将の一人となっており、史実の暴虐非道振りは全く影を潜めている。それどころか、孫策との戦いで敗走したために、劉繇に処刑されそうになった僚友の張英を弁護したりしている。しかしついには、孫策に敗北した劉繇とともに、劉表を頼って落ち延びている。その後は登場しない。

## 評価
南宋の志磐は『仏祖統紀』巻35において「仏教者とは善行をなす人のはずではないか。士大夫としても歴史家から姦妄貪酷と評価されているのだから、（儒教倫理の面でも）不忠不孝とされるべき恥さらしである。であれば善行をなすべき仏教者としてはなおさら恥さらしであろう。」と、笮融が暴虐非道をなしながら仏教の功労者とみなされていることについて非難している。